# Ornithogalum gorenflotii
Ornithogalum gorenflotii är en sparrisväxtart som först beskrevs av Moret, och fick sitt nu gällande namn av Franz Speta. Ornithogalum gorenflotii ingår i släktet stjärnlökar, och familjen sparrisväxter.
Artens utbredningsområde är Marocko. Inga underarter finns listade i Catalogue of Life.